# Xylobacillus
Xylobacillus is een geslacht van wandelende takken uit de familie Bacillidae. De wetenschappelijke naam van dit geslacht is voor het eerst voorgesteld door Boris Petrovitsj Oevarov in een publicatie uit 1940. 
Dit geslacht is monotypisch, dat wil zeggen dat het maar één soort heeft namelijk Xylobacillus femoratus (Schulthess, 1911) die in Zuid-Afrika voorkomt.